# Pháp sư: Chuyện xứ Arcadia
Pháp sư: Chuyện xứ Arcadia (gọi tắt là Pháp sư; tên tiếng Anh: Wizards: Tales of Arcadia) là sê-ri phim hoạt hình máy tính thuộc thể loại kỳ ảo do Guillermo del Toro tạo ra và được sản xuất bởi hai hãng DreamWorks Animation và Double Dare You Productions. Đây là phần phim thứ ba đồng thời cũng là phần cuối cùng của chuỗi bộ ba phim Chuyện xứ Arcadia, với hai phần trước là Thợ săn yêu tinh (2016-2018) và Bộ ba trời giáng (2018-2019). Phim được ấn định ngày ra mắt trên nền tảng trực tuyến Netflix vào ngày 7 tháng 8, 2020.
Bộ phim là hành trình theo chân anh chàng pháp sư tập của Hisirdoux "Douxie" Casperan đi du hành thời gian để khám phá nguồn gốc cũng như là giải cứu của thế giới. Và đây cũng là chuyến đi để anh có thể chứng minh giá trị, tài năng thật sự của mình cho sư phụ của anh ta là pháp sư Merlin, người vừa mới tỉnh dậy sau giấc ngủ dài hàng thập kỷ.
Pháp sư được các nhà phê bình đánh giá là một sê-ri phim hoạt hình có sự đột phá cả về cách kể chuyện phức tạp và chất lượng đồ họa cao. Alci Rengifo của tờ Entertainment Voice viết rằng, "... Del Toro muốn mọi người, kể cả người lớn, nhận ra được điều gì đó từ Pháp sư. Điều này khiến bộ phim trở thành một cuộc phiêu lưu đáng để theo dõi, nó như là những câu chuyện cổ tích tuyệt vời." Năm 2021, sự thành công của bộ phim được khẳng định một lần nữa khi phim đoạt được cả hai giải Annie và giải Kidscreen cho hạng mục "Sê-ri mới hay nhất", một hạng mục bao gồm tất cả các phim người đóng và hoạt hình trong năm, và đồng thời phim cũng nhận về bốn đề cử cho giải Daytime Emmys, bao gồm hạng mục "Sê-ri hoạt hình dành cho trẻ em xuất sắc nhất".
Phần hậu truyện điện ảnh của bộ phim mang tên Thợ săn yêu tinh: Titan trỗi dậy đã được ấn định sẽ ra mắt ngày 21 tháng 7, 2021.

## Tóm tắt
Tiếp nối các sự kiện trước của hai phần phim Thợ săn yêu tinh và Bộ ba trời giáng, Hisirdoux "Douxie" Casperan - một pháp sư tập sự của Merlin đã sống ẩn danh trong chín thập kỷ qua tại Arcadia - đã tập hợp những Hộ vệ của Arcadia lại và cùng nhau đi du hành về quá khứ, đến Camelot của thế kỷ 12. Trong chuyến hành trình, những người hùng đã tìm ra được câu trả lời về sự ra đời của chiếc bùa hộ mệnh, về lý do cho các tên Qúy bà xanh của Morgana và họ được tận mắt chứng kiến về trận đấu hào hùng mang tính lịch sử tại cầu Killahead. Tuy nhiên, do sự xuất hiện của họ trong quá khứ nên dòng thời gian đã bị đảo lộn và họ có nhiệm vụ phải làm mọi việc để đảm bảo dòng thời gian xảy ra đúng như những gì nó đã xảy ra
Sau khi hoàn thành nhiệm vụ ở quá khứ, cả bọn quay trở về hiện tại và phải tìm cách cứu Jim thoát khỏi sự đe dọa từ những mảnh vụn ma thuật đang ngày càng giết chết anh đồng thời họ còn phải mang trọng trách bảo vệ thế giới của mình trước sự tấn công của Hội Bí truyền cổ xưa độc ác - những kẻ muốn giải phóng sức mạnh phép thuật bóng tối nguyên thủy bao trùm toàn thế giới và tái lập lại một thế giời không có loài người.

## Sản xuất
Pháp sư được thông báo sẽ là phần sê-ri thứ ba cũng như là phần cuối cùng cho bộ ba phim Chuyện xứ Arcadia sau khi hai phần trước là Thợ săn yêu tinh và Bộ ba trời giáng phát hành. Phim được sản xuất bởi hãng Double Dare You của đạo diễn Guillermo del Toro kết hợp cùng DreamWorks Animation do Netflix phân phối với vị trí giám đốc sản xuất Guillermo del Toro, Marc Guggenheim, Aaron Waltke, Chad Quandt và Chad Hammes đảm nhiệm. Đồng thời Aaron Waltke và Chad Quandt cũng sẽ là cây bút chính cho kịch bản của phim kiêm nhà sản xuất. Phim được dự kiến ban đầu sẽ ra mắt trong năm 2019 nhưng bị trì hoãn sang ngày 7 tháng 8, 2020.

## Diễn viên
- Colin O'Donoghue lồng tiếng vai Douxie Casperan
- Lexi Medrano lồng tiếng vai Claire Nuñez
- David Bradley lồng tiếng vai Merlin Ambrosius
- Lena Headey lồng tiếng vai Morgana
- James Faulkner lồng tiếng vai King Arthur/Green Knight[5]
- Steven Yeun lồng tiếng vai Steve Palchuk[6]
- Alfred Molina lồng tiếng vai Archibald Mèo-Rồng/Archie[5]
- John Rhys-Davies lồng tiếng vai Galahad[5]
- Rupert Penry-Jones lồng tiếng vai Lancelot
- Emile Hirsch lồng tiếng vai Jim Lake Jr.
- Kelsey Grammer lồng tiếng vai Blinky Galadrigal
- Mark Hamill lồng tiếng vai Dictatious Galadrigal
- Stephanie Beatriz lồng tiếng vai Callista/Deya kẻ Vận chuyển và Nimue/Phù thủy Hồ
- Angel Lin lồng tiếng vai Nari
- Clancy Brown lồng tiếng vai Gunmar
- Darin De Paul lồng tiếng vai Bular
- Diego Luna lồng tiếng vai Hoàng tử Krel Tarron
- Tom Kenny lồng tiếng vai Ba thay thế
- Piotr Michael lồng tiếng vai Bellroc and Skrael
- Charlie Saxton lồng tiếng vai Tobias "Toby" Domzalski
- Fred Tatasciore lồng tiếng vai AAARRRGGHH!!
- Brian Blessed lồng tiếng vai Charlemagne kẻ Háo ăn/Charlie
- Victor Raider-Wexler lồng tiếng vai Vendel
- Rodrigo Blaas lồng tiếng vai Gnome Chompsky[5]
- Kay Bess lồng tiếng vai Bellroc

## Tập phim
| TT. | Tiêu đề                  | Đạo diễn                                  | Biên kịch | Ngày phát sóng gốc |
| --- | ------------------------ | ----------------------------------------- | --- | ------------------ |
| 1   | "Phép thuật"             | Franciso Ruiz Velasco & Andrew L. Schmidt | Cốt truyện : Marc Guggenheim, Chad Quadt & Aaron Waltke Kịch bản : Guillermo del Toro, Marc Guggenheim, Chad Quadt & Aaron Waltke | 7 tháng 8 năm 2020 |
| 2   | "Lịch sử hình thành"     | Johane Matte                              | Guillermo del Toro, Marc Guggenheim, Chad Quadt & Aaron Waltke                                                                    | 7 tháng 8 năm 2020 |
| 3   | "Săn phù thủy"           | Andrew L. Schmidt                         | Andie Bolt, Ian Rickett, & Lila Scott                                                                                             | 7 tháng 8 năm 2020 |
| 4   | "Nữ phù thủy của hồ"     | Franciso Ruiz Velasco                     | Andie Bolt, Ian Rickett, & Lila Scott                                                                                             | 7 tháng 8 năm 2020 |
| 5   | "Trận chiến hoàng gia"   | Johane Matte                              | Andie Bolt, Ian Rickett, & Lila Scott                                                                                             | 7 tháng 8 năm 2020 |
| 6–7 | "Killahead"              | Franciso Ruiz Velasco                     | Andie Bolt, Ian Rickett, & Lila Scott (Phần 1) Chad Quadt & Aaron Waltke (Phần 2)                                                 | 7 tháng 8 năm 2020 |
| 8   | "Phù thủy thế giới ngầm" | Johane Matte                              | Andie Bolt, Ian Rickett, & Lila Scott                                                                                             | 7 tháng 8 năm 2020 |
| 9   | "Hang rồng"              | Andrew L. Schmidt                         | Chad Quadt, Aaron Waltke, Ian Rickett, & Lila Scott                                                                               | 7 tháng 8 năm 2020 |
| 10  | "Hành động cuối cùng"    | Andrew L. Schmidt                         | Chad Quadt, Aaron Waltke, Ian Rickett, & Lila Scott                                                                               | 7 tháng 8 năm 2020 |

## Hậu truyện
Vào ngày 7 tháng 8 năm 2020, sau buổi ra mắt của sê-ri Pháp sư, bộ ba phim Chuyện xứ Arcadia đã được thông báo sẽ kết thúc chuỗi phim bằng một phần phim điện ảnh có tựa đề là Thợ săn yêu tinh: Titan trỗi dậy, sẽ được phát hành trên Netflix vào ngày 21 tháng 7 năm sau.